# Quận của tỉnh Haute-Garonne
3 quận của tỉnh Haute-Garonne gồm:
1. Quận Muret, (quận lỵ: Muret) với 11 tổng và 126 xã. Dân số của quận này là 133.989 người năm 1990, 154.872 người năm 1999, tăng trưởng dân số là 15.59%.
2. Quận Saint-Gaudens, (quận lỵ: Saint-Gaudens) với 11 tổng và 236 xã. Dân số của quận này là 74.162 người năm 1990, và 71.959 người năm 1999, tăng trưởng dân số là 2.97%.
3. Quận Toulouse, (tỉnh lỵ của tỉnh Haute-Garonne: Toulouse) với 31 tổng và 226 xã. Dân số của quận này là 717.811 người năm 1990, và 819.507 người năm 1999, tăng trưởng dân số là 14.17%.